# HD 100546 d
HD 100546 d — кандидат в экзопланеты в созвездии Мухи.

## Характеристики
Масса планеты в 3,100 раза больше массы Юпитера, самой большой планеты в нашей Солнечной системе.
HD 100546 d вращается вокруг HD 100546 на более близком расстоянии, чем Уран от Солнца.